# Notariusz

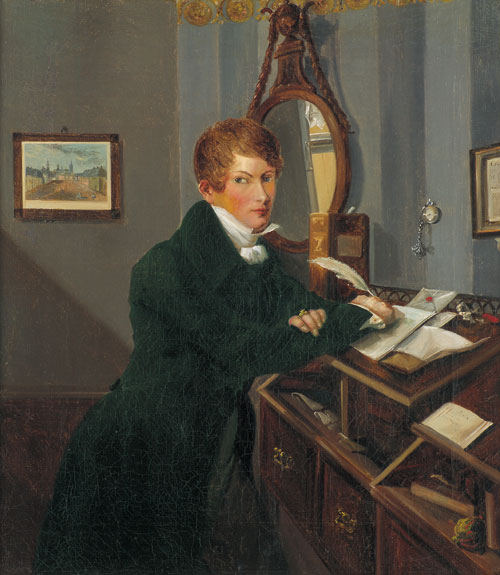
Notariusz wg nieznanego malarza niemieckiego (1830)

Notariusz (etym. łac. notarius, pisarz, stenograf, dawniej w Polsce rejent) – zawód zaufania publicznego wykonywany przez osobę upoważnioną przez władzę państwową do stwierdzania pewnych faktów, mających znaczenie prawne (np. własnoręczności podpisów, zgodności odpisów, daty czynności itp.) oraz współdziałania przy sporządzaniu pewnych aktów prawnych (np. umowy sprzedaży, darowizny, aktu poświadczenia dziedziczenia itp.).

## Rozwój europejskiego notariatu publicznego

### Starożytność
Wprawdzie notariusz wywodzi się z łacińskiego (rzymskiego) notarius, ale wskazuje się, że kształtowanie się instytucji notariatu następowało już na obszarach starożytnej Grecji, Mezopotamii oraz Egiptu. O ile w rzymskiej kulturze prawnej decydujące znaczenie miało ustne oświadczenie woli (stypulacja), a rzymski notarius był tylko urzędnikiem – pisarzem zapisującym ze słuchu lub pod dyktando ustne wystąpienia innych osób, to kultura hellenistyczna oparta była głównie na aktach pisemnych, gdyż forma pisemna stanowiła tam konstytutywny element aktu prawnego. Po podbojach Aleksandra Macedońskiego notariat stał się już powszechny i należał do codziennej praktyki zarówno w miastach, jak i w wiejskich okręgach administracyjnych. W Egipcie od III wieku p.n.e. znany był grecki urzędowy notariusz nazywany agoranomos, którego uznaje się za antycznego protoplastę współczesnego notariusza. Agoranomos pełnił zadania kontrolno-policyjne w zakresie nadzoru nad rynkiem, m.in. sporządzał protokoły z dokonanych aktów sprzedaży nieruchomości oraz niewolników, a z czasem również innych czynności prawnych. Agoranomos był zawodowym urzędnikiem, pracującym samodzielnie bądź w kilka osób, tworzących przynajmniej w większych miastach całe biura notarialne. Sporządzał niezbędne dokumenty w zakresie obrotu prywatnoprawnego, a także testamenty. Prowadził księgi gruntowe, wydawał z nich wypisy, spisywał oświadczenia i pokwitowania. Agoranomos prowadził ponadto archiwum dokumentów oraz ich rejestr, zapewniał wgląd do nich, sporządzał odpisy i wyciągi. Za dokonane czynności pobierał stosowne opłaty.
Wpływy hellenistyczne i wzrost biurokracji w późnym cesarstwie rzymskim wymusiły wzrost znaczenia dokumentu oraz rozwój praktyki notarialnej. Coraz częściej akty prawne sporządzano na piśmie, a za Justyniana zanikły werbalne akty dawnego prawa. Pociągnęło to za sobą pojawienie się w Rzymie zawodowych notariuszy, nazywanych tabelliones, których nazwa pochodzi od tabella – tabliczka (drewniana, pokryta woskiem), którą powszechnie wykorzystywano jako materiał do zapisywania. Tabelliones redagowali dokumenty i pisma procesowe, prośby do cesarzy i wyższych urzędników państwowych oraz innego rodzaju pisma. W okresie dominatu notariusze byli wykorzystywani w aparacie cesarskim do przygotowywania pism i dokumentów, często poufnych, stali się z czasem urzędnikami tajnej kancelarii cesarskiej. Prowadzili ponadto korespondencję cesarza i redagowali jego zarządzenia. Pełnili też odpowiedzialne zadania dyplomatyczne oraz w służbie bezpieczeństwa, której byli często wysokiej rangi oficerami.

### Średniowiecze
Po upadku Cesarstwa Zachodniorzymskiego rzymski tabellionat utrzymał się w bizantyjskiej części Italii. Longobardowie powołali natomiast pisarzy, zwanych urzędowo scribae publici lub notarii, a sporządzanym przez nich dokumentom przyznali pierwszeństwo wśród dowodów. Notariusz stał się osobą zaufaną, za którą stał auctoritas władzy państwowej. To samo dotyczyło sporządzanego przez niego dokumentu, który uzyskał wiarę publiczną. W państwie Longobardów stopniowo wprowadzano też przymus notarialny, to jest obowiązek sporządzania ważniejszych pism i wyciągów przez notariuszy. Z tego powodu to właśnie w państwie Longobardów odnajduje się początki ukształtowania notariatu publicznego. Po podboju Italii w 774 roku przez Karola Wielkiego tradycje królestwa Longobardów utrzymały się w Państwie Franków. W 781 roku Karol Wielki nakazał prowadzenie protokołów sądowych przez notariuszy, a w roku 805 zarządził, aby każdy biskup, opat i graf miał swojego notariusza. Za czasów Ludwika i Lotara, następców Karola Wielkiego, przepisy nakazywały sporządzanie testamentów i aktów sprzedaży u notariuszy publicznych oraz określały kryteria ustalania autentyczności sporządzanych przez nich dokumentów.
W kolejnych wiekach rozwój notariatu nastąpił w północnych miastach włoskich. Wzrosło też znaczenie uniwersytetów włoskich, na których wykładano nauki prawnicze. Na wyższej uczelni w Bolonii istnieli w dwunastym wieku profesorowie artis notariae – sztuki spisywania dokumentów. Główną rolę w rozwoju publicznego notariatu i autentycznego dokumentu przypisuje się postępowi studiów nad prawem rzymskim. Pełne uformowanie się instytucji notariatu publicznego nastąpiło w 2 poł. XII wieku. Powagę dokumentu notarialnego jako dokumentu publicznego wzmacniała w tym okresie działalność wykształconych jurystów, a także Kościół i prawo kanoniczne. W XIII wieku forma czynności prawnych oraz akt notarialny były na tyle rozwinięte, iż okres ten bywa nazywany złotym wiekiem dokumentu notarialnego. W XII-XIII w. notariat publiczny pojawia się w innych państwach leżących na północ od Alp, w tym we Francji i Hiszpanii. Pod koniec XIII w. rozwinął się w Niemczech, Anglii i krajach skandynawskich.
W średniowiecznej Europie instytucja notariatu przybierała różnorodne postacie. Mógł to być notariat publiczny typu śródziemnomorskiego, a więc niezależna od sądownictwa instytucja, przeznaczona do nadawania charakteru publicznego dokumentom w sprawach prywatnoprawnych, bądź też instytucja w pełni państwowa (np. w Niemczech), a nawet stanowić jedynie pomocniczy element biurokracji kościelnej (np. w Polsce). Dla rozwoju notariatu w Europie istotne znaczenie miało rozpowszechnienie się w tym okresie notariatu kościelnego. Kościół, wzorując się na prawie rzymskim, od początku posługiwał się swoimi notariuszami, którzy wykorzystywani byli do różnych zadań wewnętrznych i zagranicznych. Działali jako pisarze kościelni, kronikarze, sekretarze i spisywacze umów, a ponadto odgrywali dużą rolę na soborach powszechnych i synodach partykularnych. Wskazuje się, że pierwsi notariusze, jacy wyszli z Italii do pozostałych krajów europejskich, byli zwykle osobami duchownymi, a notariat kościelny wpłynął istotnie na rozwój notariatu europejskiego, także poza Kościołem. Kościół dążył do wprowadzenia notariatu kościelnego do stosunków świeckich i cel ten osiągnął w wielu państwach europejskich. Od ósmego wieku zaczyna się jednak sekularyzacja notariatu, który z biegiem czasu stał się we Włoszech, Hiszpanii i Francji instytucją świecką i ogólnopaństwową.
Notariat od początku swojego istnienia stanowił bardzo ważną instytucję z punktu widzenia państwa i jego władzy. Notariusze posiadali legitymację do dokonywania wielu czynności istotnych gospodarczo dla rozwoju handlu i gospodarki poszczególnych regionów geograficznych i państw. Wynikały stąd wielowiekowe spory pomiędzy papiestwem i cesarstwem dotyczące możliwości i sposobu mianowania notariuszy. W XVI wieku prawo mianowania notariuszy uzyskały również uniwersytety.
Poza Italią najwyższy stopień rozwoju osiągnął notariat niemiecki, zarówno papieski, jak i cesarski. Jednak rozbicie feudalne Niemiec pociągnęło za sobą decentralizację kompetencji do mianowania notariuszy, a to z kolei przyczyniło się do obniżenia poziomu zawodowego notariuszy. Urząd ten można było kupić bez wykształcenia i praktyki. Reakcją na kryzys notariatu niemieckiego w XIV i XV wieku była reforma zapoczątkowana uchwałą Reichstagu w 1512 roku. Ustalono kwalifikacje, którymi winien legitymować się kandydat na notariusza oraz wprowadzono obowiązek opiniowania przez powstały w 1495 roku Sąd Kameralny Rzeszy. Notariat niemiecki ukształtowany w XVI wieku utrzymał się do okresu wojen napoleońskich, gdy Niemcy znalazły się pod hegemonią francuską, co przyniosło rewolucyjne zmiany również w prawie.

### Nowożytność i historia najnowsza
Kolejne wieki nie przyniosły reformy notariatu. Notariusz pozostawał osobą zaufania publicznego, spisującą dokumenty, którym przyznawano pełną moc dowodową, a nawet dopuszczano na ich podstawie natychmiastową egzekucję albo tylko uproszczone postępowanie. Notariuszy uważano w tym czasie za pisarzy pozostających pod ścisłą kontrolą sądu, od których nie wymagano nawet wyższego wykształcenia prawniczego (np. w Austrii).
Istotną zmianę instytucji notariatu przyniosło francuskie ustawodawstwo rewolucyjne i napoleońskie z lat 1791–1803. Ustawa z dnia 16 marca 1803 roku wprowadziła mianowanie notariuszy przez zwierzchnika państwa oraz wymaganie, aby osoba, która ma zostać notariuszem, wykazała się aplikacją notarialną, co stanowiło znaczny postęp. Przyznano notariuszom wyłączne prawo sporządzania aktów, wprowadzono izby notarialne wykonujące nadzór nad notariuszami, tym samym nadano notariuszom samorząd zawodowy. Zgodnie z art. 1 ustawy z 16 marca 1803 roku notariusze byli urzędnikami publicznymi, ustanowionymi do przyjmowania aktów i kontraktów, którym strony chciały lub musiały nadać taką cechę jak aktom publicznym. Z kolei ustawą z dnia 20 maja 1876 roku postanowiono, że notariusz musi posiadać wyższe wykształcenie prawnicze i złożyć egzamin notarialny. Ustawa francuska była wzorem dla innych krajów, m.in. Austrii. Oparto na niej również organizację notariatu w Księstwie Warszawskim, w którym ta postać notariatu została wprowadzona w roku 1808 i utrzymała się do 1876 roku.
Przywołane akty XIX-wiecznego ustawodawstwa francuskiego wyznaczyły cechy tzw. notariatu łacińskiego, który w bardzo zbliżonej postaci funkcjonuje do dziś w większości państw kontynentalnej Europy, jak również Ameryki Środkowej i Południowej.
Cechami notariatu łacińskiego są:
- ograniczona liczba notariuszy działających w urzędowo określonych okręgach, wyznaczonych zgodnie ze społecznym zapotrzebowaniem;
- rozdział jurysdykcji „dobrowolnej” (jurisdiction volontaire) sprawowanej przez notariuszy oraz jurysdykcji spornej sprawowanej przez sądy;
- przymus notarialny dla czynności określonej kategorii, wymagających udziału czynnika publicznego;
- specjalny ciężar dowodowy dokumentów sporządzanych przez notariuszy posiadających status dokumentów urzędowych;
- bezpośrednia wykonalność dokumentów notarialnych, bez potrzeby odwoływania się w tym zakresie do sądów;
- odpowiedzialność notariuszy za błędne stosowanie prawa i udzielanie błędnych porad prawnych;
- autonomia zawodowa środowiska notarialnego urzeczywistniania za pośrednictwem samorządu notarialnego;
- prawnie określone stawki taksy notarialnej;
- zakaz łączenia stanowiska notariusza z innymi funkcjami lub zawodami;
- zakaz dokonywania czynności notarialnych w przypadku konfliktu interesów, np. w sytuacji pozostawania w stosunku pokrewieństwa lub powinowactwa w odniesieniu do stron czynności[12].

W krajach common law instytucja notariatu w jego łacińskiej postaci nie istnieje, z wyjątkiem Luizjany i Portoryko w Stanach Zjednoczonych oraz Quebec w Kanadzie. W prawie amerykańskim rola notary public jest marginalna, a osób pełniących tę funkcję, poza warstwą semantyczną, niemal nic nie łączy z notariuszami działającymi w ramach modelu łacińskiego. Sporządzane przez public notaries dokumenty nie mają mocy urzędowej, a ich kompetencje ograniczają się przede wszystkim do odbierania przysięg lub przyrzeczeń, poświadczania swoim podpisem i pieczęcią tożsamości osób podpisujących dokumenty i poświadczenia ich kopii za zgodność z oryginałem. Notariusze w USA nie muszą posiadać wykształcenia prawniczego, nie świadczą więc pomocy prawnej zastrzeżonej dla prawników.
W 1948 roku w Buenos Aires powstała Międzynarodowa Unia Notariatu Łacińskiego, skupiająca obecnie ponad 80 państw i terytoriów. Polska wstąpiła do Unii w 1992 roku.

## Pozycja notariusza w polskim systemie prawnym

### Istota zawodu notariusza
Zgodnie z ustawą z dnia 14 lutego 1991 roku Prawo o notariacie notariusz jest powołany do dokonywania czynności, którym strony są obowiązane lub pragną nadać formę notarialną (art. 1 § 1 pr. o not.) i w zakresie swoich uprawnień działa jako osoba zaufania publicznego, korzystając z ochrony przysługującej funkcjonariuszom publicznym (art. 2 § 1 pr. o not.). Notariusza powołuje i wyznacza siedzibę jego kancelarii Minister Sprawiedliwości, na wniosek osoby zainteresowanej, po zasięgnięciu opinii rady właściwej izby notarialnej (art. 10 § 1 pr. o not.). Czynności notarialne, dokonane przez notariusza zgodnie z prawem, mają charakter dokumentu urzędowego (art. 2 § 2 pr. o not.). Notariusz używa pieczęci urzędowej z wizerunkiem orła (art. 8 pr. o not.). Notariusze tworzą samorząd notarialny, który obejmuje izby notarialne i Krajową Radę Notarialną. Izby notarialne i Krajowa Rada Notarialna posiadają osobowość prawną (art. 26 pr. o not.). Izbę notarialną stanowią notariusze prowadzący kancelarię w okręgu sądu apelacyjnego (art. 28 § 1 pr. o not.). Nadzór nad działalnością notariuszy i organami samorządu notarialnego sprawuje Minister Sprawiedliwości osobiście, za pośrednictwem prezesów sądów apelacyjnych lub sądów okręgowych albo przez wyznaczone osoby (art. 42 § 1 pr. o not.).
Notariusz to prawnik wyłączony ze struktur administracyjnych i urzędowych organów państwowych, pełniący rolę gwaranta pewności prawa i bezkonfliktowości w obrocie prywatnoprawnym, będący bezstronnym powiernikiem stron czynności notarialnych, który nadaje dokumentom charakter urzędowy, nie świadczącym usług doradztwa prawnego, lecz działającym w sposób niezależny i bezstronny w ramach zadań, delegowanych na niego przez państwo. Notariusz jest określany w doktrynie mianem organu pomocniczego wobec wymiaru sprawiedliwości, aktywnego uczestnika szeroko pojętego wymiaru sprawiedliwości, organu obsługi prawnej, organu ochrony prawnej, podmiotu sprawującego jurysdykcję prewencyjną itp. Między pozycją ustrojową oraz zadaniami sądów i notariuszy zachodzi jednak zasadnicza różnica, gdyż notariusz nie rozstrzyga sporu o prawo ani nie sprawuje wymiaru sprawiedliwości. Część jego kompetencji można jednak określić mianem decyzji stosowania prawa; chodzi zwłaszcza o wydawanie aktów na podstawie postępowań stanowiących przejaw ochrony prawnej i będących wręcz równoważnikiem postępowania sądowego. To ostatnie dotyczy w szczególności sporządzania tytułów egzekucyjnych (art. 777 § 1 pkt. 4-6 Kodeksu postępowania cywilnego) oraz aktów poświadczenia dziedziczenia (art. 95a pr. o not.).
Zgodnie z art. 18 pr. o not. notariusz jest obowiązany zachować w tajemnicy okoliczności sprawy, o których powziął wiadomość ze względu na wykonywane czynności notarialne. Obowiązek zachowania tajemnicy trwa także po odwołaniu notariusza.

### Czynności notarialne
- sporządzanie aktów notarialnych
- sporządzanie aktów poświadczenia dziedziczenia
- podejmowanie czynności dotyczących europejskiego poświadczenia spadkowego
- podejmowanie czynności związane z zarządem sukcesyjnym przedsiębiorstwem osoby fizycznej i z tymczasowym przedstawicielem w zakresie udziału małżonka przedsiębiorcy w przedsiębiorstwie
- sporządzanie poświadczeń (własnoręczności podpisu, pozostawania przy życiu, daty okazania dokumentu, zgodności okazanej kopii z oryginałem)
- spisywanie protokołów (zgromadzeń spółek prawa handlowego, przebiegu aukcji itp.)
- sporządzanie protestów weksli i czeków
- przyjmowanie na przechowanie pieniędzy, papierów wartościowych, dokumentów, danych na informatycznych nośnikach danych
- sporządzenie wypisów, odpisów i wyciągów dokumentów
- sporządzanie, na żądanie stron, projektów aktów, oświadczeń i innych dokumentów
- składanie, wniosków o wpis w księdze wieczystej wraz z dokumentami stanowiącymi podstawę wpisu w księdze wieczystej (obowiązkowo w czynnościach związanych z obrotem nieruchomościami)
- sporządzanie innych czynności wynikających z odrębnych przepisów (np. sprzedaż statku obciążonego hipoteką morską zgodnie z art. 84 § 1 w zw. z art. 86 Kodeksu morskiego)[19].

Zgodnie z art. 80 § 2 pr. o not. przy dokonywaniu czynności notarialnych notariusz jest obowiązany czuwać nad należytym zabezpieczeniem praw i słusznych interesów stron oraz innych osób, dla których czynność ta może powodować skutki prawne. Notariusz jest obowiązany udzielać stronom niezbędnych wyjaśnień dotyczących dokonywanej czynności notarialnej (art. 80 § 3 pr. o not.). Notariusz odmówi dokonania czynności notarialnej sprzecznej z prawem (art. 81 pr. o not.). Notariuszowi nie wolno dokonywać czynności notarialnej, jeżeli poweźmie wątpliwość, czy strona czynności notarialnej ma zdolność do czynności prawnych (art. 83 pr. o not.).

### Niektóre obowiązki
Jeżeli akt notarialny zawiera przeniesienie, zmianę lub zrzeczenie się prawa ujawnionego w księdze wieczystej albo ustanowienie prawa, które może być ujawnione w księdze wieczystej bądź obejmuje czynność przenoszącą własność nieruchomości, chociażby dla tej nieruchomości nie była prowadzona księga wieczysta, notariusz sporządzający akt notarialny, nie później niż w dniu jego sporządzenia, składa wniosek o wpis w księdze wieczystej za pośrednictwem systemu teleinformatycznego obsługującego postępowanie sądowe (art. 92 § 4 pr. o not.). Jeżeli wniosek o wpis w księdze wieczystej podlega opłacie sądowej, notariusz pobiera od wnioskodawcy tę opłatę i przekazuje ją właściwemu sądowi (art. 7 § 2 i § 3 pr. o not.). W przypadkach określonych prawem notariusz jako płatnik podatku od czynności cywilnoprawnych i podatku od spadków i darowizn oblicza i pobiera od podatnika podatek i wpłaca go we właściwym terminie organowi podatkowemu (art. 7 § 1 pr. o not. oraz art. 8 Ordynacji podatkowej). Notariuszowi za dokonanie czynności notarialnych przysługuje wynagrodzenie określone na podstawie umowy ze stronami czynności, nie wyższe niż maksymalne stawki taksy notarialnej właściwe dla danej czynności (art. 5 § 1 pr. o not.). Maksymalne stawki taksy notarialnej za czynności notarialne określa rozporządzenie Ministra Sprawiedliwości z dnia 28 czerwca 2004 r. w sprawie maksymalnych stawek taksy notarialnej. W przypadkach prawem przewidzianych notariusz przesyła sądom i innym organom państwowym informacje pisemne o sporządzonych dokumentach i wypisy tych dokumentów (art. 111 § 1 pr. o not.).

### Niektóre ograniczenia
Zgodnie z art. 19 § 1 pr. o not. notariusz nie może podejmować zatrudnienia bez uzyskania uprzedniej zgody rady właściwej izby notarialnej, z wyjątkiem zatrudnienia w charakterze pracownika naukowo-dydaktycznego, dydaktycznego lub naukowego, chyba że wykonywanie tego zatrudnienia przeszkadza w pełnieniu jego obowiązków. Notariuszowi nie wolno także podejmować zajęcia, które by przeszkadzało w pełnieniu obowiązków albo mogło uchybiać powadze wykonywanego zawodu. Nie wolno mu w szczególności zajmować się handlem, przemysłem, pośrednictwem i doradztwem w interesach (art. 19 § 2 pr. o not.). Ponadto notariuszowi nie wolno dokonywać czynności notarialnych, które dotyczą samego notariusza, jego małżonka, krewnych lub powinowatych notariusza w linii prostej bez ograniczenia stopnia, a w linii bocznej krewnych i powinowatych do trzeciego stopnia włącznie oraz osób związanych z notariuszem z tytułu przysposobienia, opieki, kurateli lub będących w bliskim z nim stosunku (art. 84 § 1 pr. o not.).

### Rejestry notarialne
W 2009 roku Krajowa Rada Notarialna utworzyła system informatyczny do prowadzenia Rejestru Aktów Poświadczenia Dziedziczenia (RAPD). Utworzenie Rejestru było związane z powierzeniem polskim notariuszom nowych kompetencji z zakresu prawa spadkowego. W 2016 roku RAPD przekształcony został w Rejestr Spadkowy, w którym rejestruje się zarówno akty poświadczenia sporządzone przez notariuszy, jak i sądowe postanowienia o stwierdzeniu nabycia spadku. Zarejestrowany akt poświadczenia dziedziczenia ma skutki prawomocnego postanowienia o stwierdzeniu nabycia spadku (art. 95j pr. o not.).
W 2011 został utworzony kolejny rejestr elektroniczny, Notarialny Rejestr Testamentów, którego celem jest, z jednej strony, zmniejszenie ryzyka, że testament pozostanie nieznany lub będzie ujawniony z opóźnieniem, a z drugiej strony – ułatwienie ujawnienia tegoż testamentu po śmierci testatora. Dokonano również unowocześnienia zaplecza informatycznego i połączenia obu rejestrów w jeden spójny system o nazwie Rejestry Notarialne. W 2012 Notarialny Rejestr Testamentów został przyłączony do Europejskiej Sieci Rejestrów Testamentów. Od tej chwili obywatele polscy za pośrednictwem notariusza mogą przeszukiwać zagraniczne rejestry testamentów, a obywatele innych państw – zadawać zapytania do rejestru polskiego.